# Wappen Französisch-Polynesiens

Wappen Französisch-Polynesiens

Das  Wappen Französisch-Polynesiens ist auch auf der Flagge Französisch-Polynesiens abgebildet. Es zeigt einen Kreis, dessen oberer Teil aus Sonnenstrahlen besteht. Der untere Teil dagegen besteht aus Meereswellen. Im Zentrum ist ein Boot mit fünf Figuren abgebildet, ein Symbol für die Tradition und Wichtigkeit der Fischerei für die Ureinwohner Französisch-Polynesiens.